# Guanare
Guanare város Északnyugat-Venezuelában, Portuguesa szövetségi állam székhelye. Népessége 1990-ben 84 904 fő volt.
A Méridai-Kordillerák és a Llanos füves síkjának találkozásánál fekvő, a Guanare és a Portuguesa folyásától közrezárt várost 1591-ben alapították Diego de Osorio kormányzó utasítására. A város régi és mai lakóinak megélhetését jórészt a mezőgazdasági termelés biztosította és biztosítja, valamint itt található az ország egyik legnagyobb mezőgazdaság-tudományi egyeteme is. Emellett idegenforgalma is jelentős, Guanarét gyakran mint Venezuela spirituális fővárosát emlegetik, amióta 1652 szeptemberében egy helyi indián előtt megjelent a Szűz (Nuestra Señora de Coromoto).